# Xã North Shade, Michigan
Xã North Shade (tiếng Anh: North Shade Township) là một xã thuộc quận Gratiot, tiểu bang Michigan, Hoa Kỳ. Năm 2010, dân số của xã này là 665 người.